# 743 Eugenisis
743 Eugenisis је астероид главног астероидног појаса са пречником од приближно 53,17 .
Афел астероида је на удаљености од 2,950 астрономских јединица (АЈ) од Сунца, а перихел на 2,634 АЈ.
Ексцентрицитет орбите износи 0,056, инклинација (нагиб) орбите у односу на раван еклиптике 4,827 степени, а орбитални период износи 1704,281 дана (4,666 године).
Апсолутна магнитуда астероида је 10,00 а геометријски албедо 0,062.
Астероид је откривен 25. фебруара 1913. године.